# Škoda 22Tr

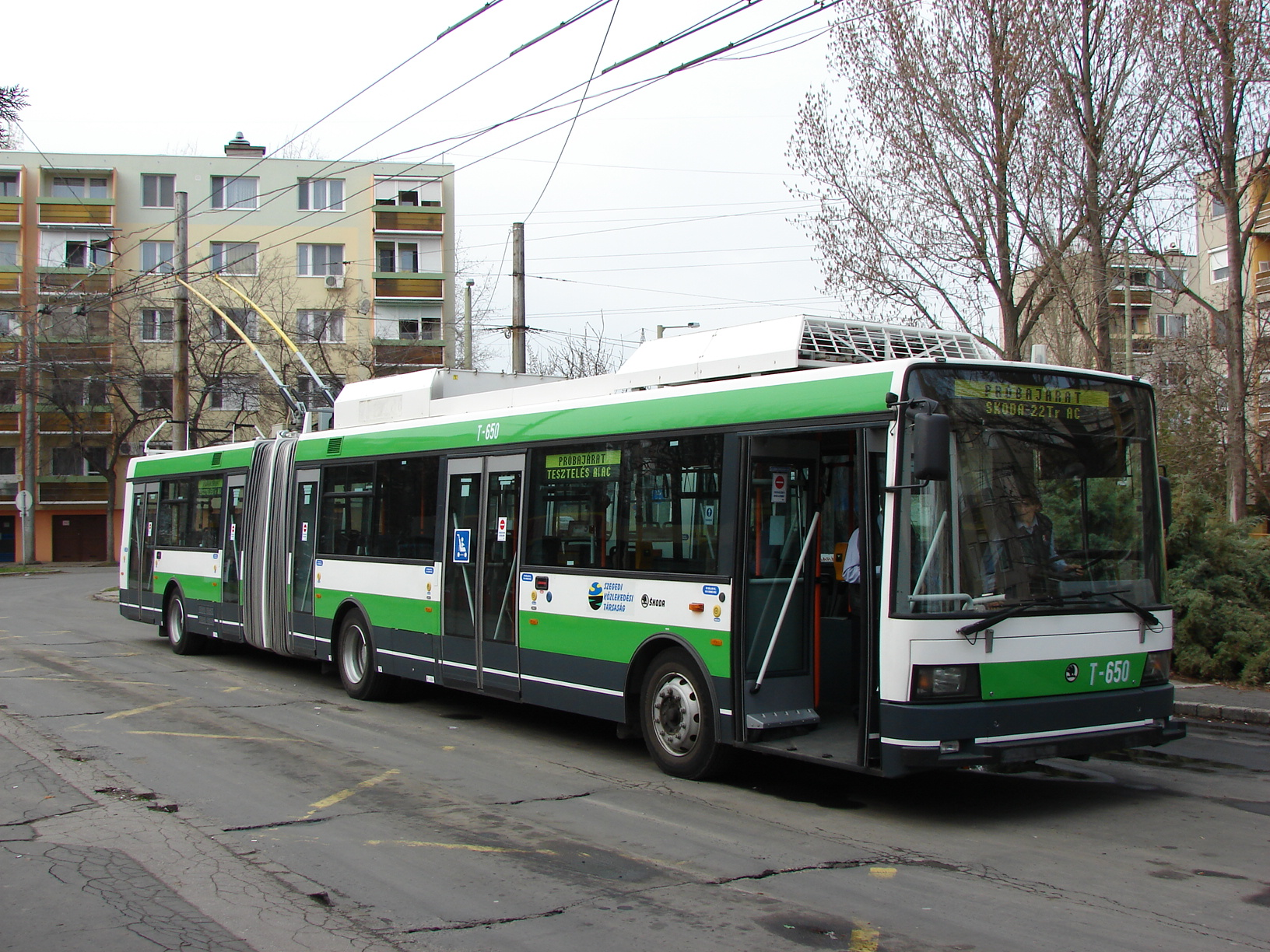
A T-650 pályaszámú Škoda 22TrAC Szegeden

A Škoda 22Tr egy alacsony padlós trolibusz, melyet a Škoda Művek gyártott az ezredfordulón. A troli a szóló 21Tr csuklós változata. Magyarországon egy darab van csak belőle, ez a Szegedi Közlekedési Társaság tulajdonában volt 2018-ig, T-650 pályaszámon.

## Felépítés
A 22Tr-nek érdekes története van. 1991-ben kezdték tervezni, és 1993-ra épült meg, mint a Škoda új trolicsaládjának első változata. Ezt a csuklóst a 21Tr troli és a 21Ab autóbuszból fejlesztették ki. Azonban míg ezen két járműnek hamarosan megindult a sorozatgyártása, addig a 22Tr-ből egészen 1999-ig csak kettő prototípus létezett, amikor újra elkezdtek foglalkozni vele, 2004-ig összesen 13 darab készült el.
A 22Tr a kor követelményeinek megfelelően alacsony padlós. önhordó, acélvázas felépítmény, mely két fő részből áll. A jobboldalt három dupla bolygóajtaja, és a csukló előtt illetve után egy-egy szóló bolygóajtó van. Minden ajtó elektronikusan vezérelt, ezek mindegyike külső felszállásjelzővel van ellátva, melyek segítségével az utasok is nyithatják azokat. A jármű kinézetét Patrik Kotas tervezte.
A jármű hajtását a GTO tirisztoros szaggatóval vezérelt egyenáramú vontatómotor biztosítja. Egy mikroszámítógépes szabályzó dolgozza fel a jeladókról érkező vontatóáram jeleket, a gerjesztőáram jeleket, forgórészkör-áram jelet, továbbá a szűrőkondenzátor-egység feszültségértékeket, és a fordulatszám-jeladó jeleket. A mikroszámítógép kimenetei által működteti a hajtáskontaktorokat, és vezérli a GTO blokkot. Az első prototípusban AEG elektronika van (22TrG), a többi legyártott jármű Škoda elektronikával szerelt.
A 22TrAC azon verzió jelölése, melyet aszinkron motor hajt. Felépítésben nem különbözik a többi 22Tr-től, a főbb változtatások a hajtásrendszert érintik.

## Technikai adatok
- Hossz: 18,07 m
- Szélesség: 2,5 m
- Magasság: 3,365 m
- Az üres jármű tömege: 16,7 t
- Férőhelyek száma: 116
  - Állóhely: 41
  - Ülőhely: 75

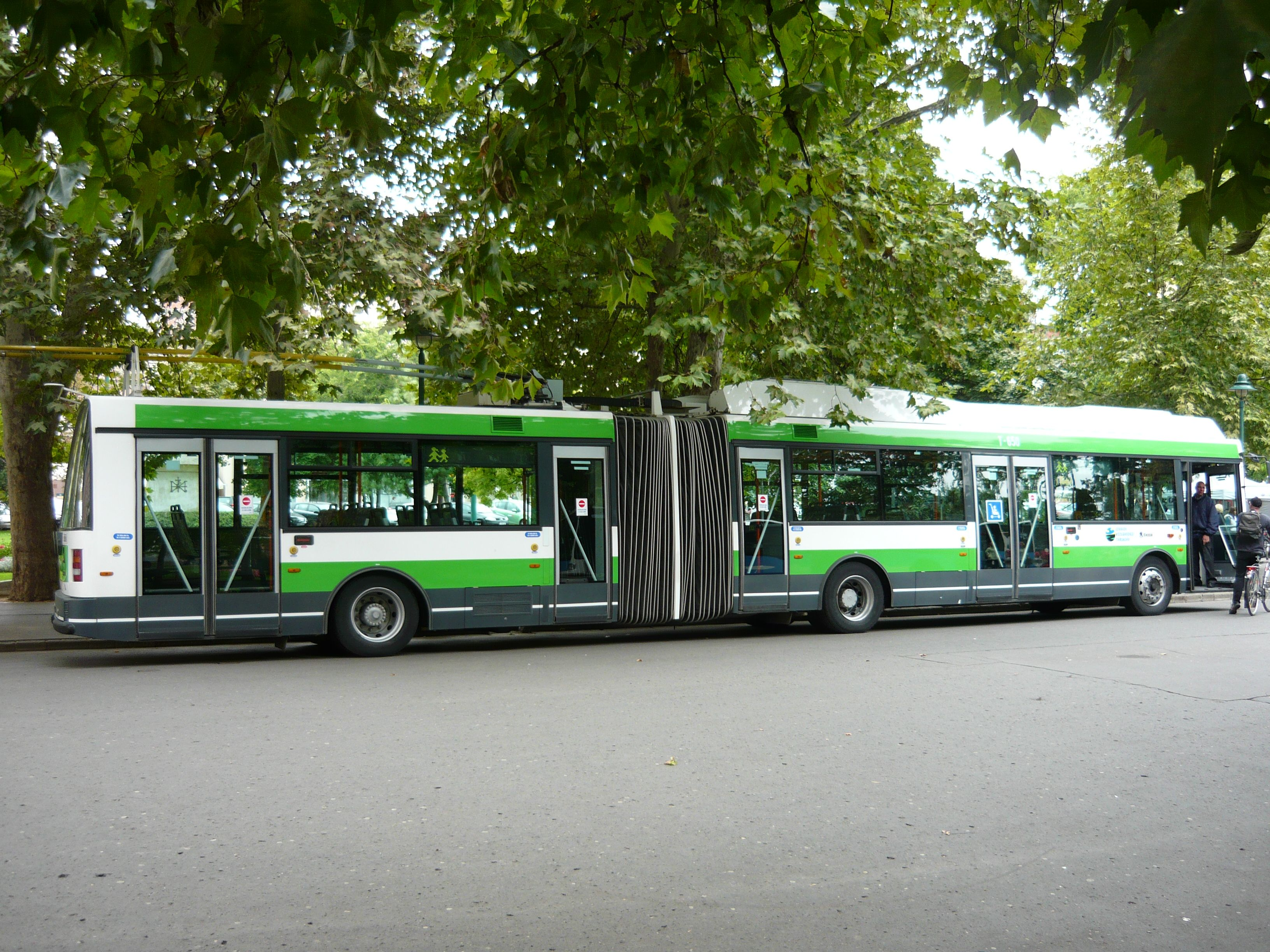
Škoda 22TrAC a Széchenyi téren az európai autómentes nap alkalmából kiállítva

- Teljesítmény: 2 x 140 – 2 x 175 kW
- Végsebesség: 70 km/h

## Prototípus
Az első prototípust 1993-ban építették. A gyártói tesztek után Jáchymov-ban volt próbán 1994-ben, majd '95-ben Usti nad Labem-ben. Egy komoly meghibásodás után visszaküldték a gyárba, ahol éveken át állt. Ezen idő alatt szinte teljesen tönkrement, már a szétbontását fontolgatták amikor 2005-ben egy történelmi trolik és buszok megmentésével foglalkozó társaság mentette meg. Egy évvel később Brnóba került, ahol pár hónapot állt a komíni trolitelepen, majd a Brno-i Technikai Múzeumhoz került. A járművet 2018-ban selejtezték és szétvágták. 
A második prototípus 1994-ben készült el. 1995-től 1997-ig Pilsenben, Brno-ban és Ostrava-ban tesztelték. 2000-ben rendes szolgálatba állt Usti nad Lábem városában ahol a 601-es pályaszámot kapta és a mai napig közlekedik.
A 22TrAC-ből mindössze egy darab készült, így azt is tekinthetjük prototípusnak. 2003-ban készült, tanulmányjárműnek, egymotoros aszinkron hajtásrendszerrel (ennek folytatása lett a Škoda 25Tr hajtásrendszere). Elkészülte után az ostrovi gyárban maradt, később pedig Pilzenbe vitték át tárolásra. 2006-ban megvásárolta a Szegedi Közlekedési Társaság. T-650 pályaszámon 2008. március 13. óta jár, ez volt Magyarország első alacsonypadlós csuklós trolibusza.
Most 2023-ban egy szatymazi halászcsárda mellett levő roncstelepen pihen.

## Üzemeltetők

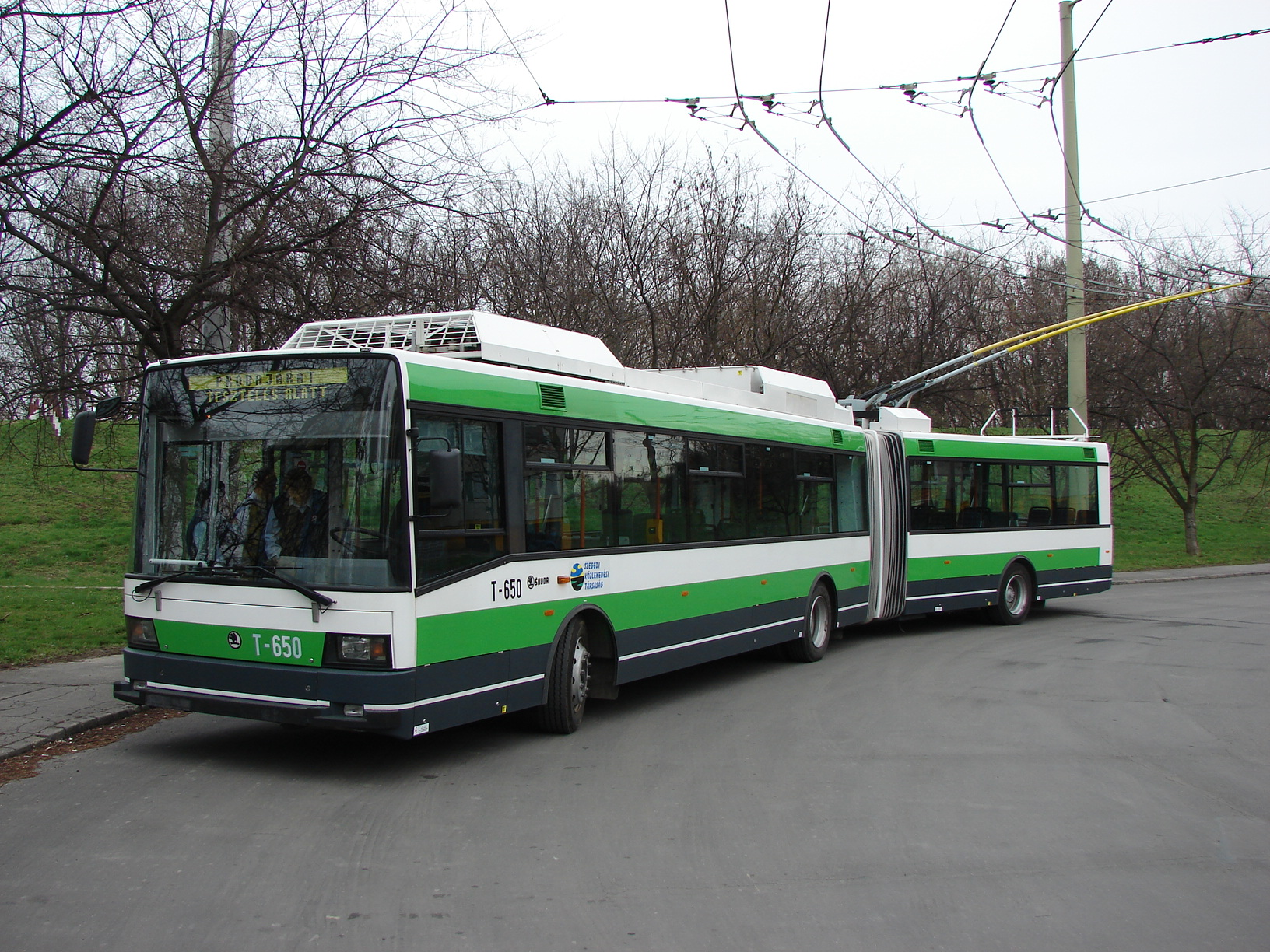
Škoda 22TrAC

### Csehország
| Üzemeltető város     | Típus | Beszerzés éve | Darab   | Pályaszám   |
| -------------------- | ----- | ------------- | ------- | ----------- |
| Brno                 | 22Tr  | 2003 – 2004   | 8 darab | 3601 – 3608 |
| Ústí nad Labem       | 22Tr  | 2002          | 3 darab | 601 – 603   |
| Škoda gyárban maradt | 22TrG | 1993          | 1 darab | –           |

### Magyarország
| Üzemeltető város | Típus  | Beszerzés éve | Darab   | Pályaszám |
| ---------------- | ------ | ------------- | ------- | --------- |
| Szeged           | 22TrAC | 2006          | 1 darab | T-650     |